# Internacional Liberal
La Internacional Liberal és la federació mundial de partits polítics liberals. La internacional política es va fundar a Oxford l'any 1947 i s'ha convertit en la xarxa preeminent dels partits liberals que pretenen enfortir el liberalisme a tot el món. El Manifest d'Oxford descriu els principis polítics bàsics de la Internacional Liberal, que actualment està formada per 111 partits i organitzacions.

## Membres
| Estat                                               | Partit                                                                      | Entrada |
| --------------------------------------------------- | --------------------------------------------------------------------------- | ------- |
| Andorra                                             | Liberals d'Andorra                                                          | 1994    |
| Bèlgica                                             | Moviment de Reforma                                                         | 2002    |
| Bèlgica                                             | Liberals i Demòcrates Flamencs                                              | 1992    |
| Bulgària                                            | Moviment pels Drets i les Llibertats                                        | 2003    |
| Burkina Faso                                        | Aliança per a la Democràcia i la Federació - Agrupació Democràtica Africana | 2006    |
| Burundi                                             | Aliança Democràtica per a la Renovació                                      | 2009    |
| Cambodja                                            | Moviment de rescat nacional de Cambodja                                     | 2006    |
| Canadà                                              | Partit Liberal del Canadà                                                   | 1947    |
| Chile                                               | Evolució Política                                                           | 2023    |
| Chile                                               | Partit Liberal de Xile                                                      | 2014    |
| Democratic Republic of the Congo                    | Aliança per a la renovació al Congo                                         |         |
| Costa d'Ivori                                       | Agrupació dels Republicans                                                  |         |
| Croàcia                                             | Assemblea Democràtica Istriana                                              | 2014    |
| Cuba                                                | Unió Liberal Cubana                                                         | 1992    |
| Cuba                                                | Partit de la Solidaritat Democràtica                                        |         |
| Cuba                                                | Partit Nacional Liberal de Cuba                                             |         |
| Dinamarca                                           | Partit Socioliberal Danés                                                   | 1948    |
| Dinamarca                                           | Venstre                                                                     | 1947    |
| Estònia                                             | Partit Reformista Estonià                                                   | 1994    |
| EU                                                  | ALDE Grup                                                                   |         |
| EU                                                  | ALDE Party                                                                  |         |
| Finlàndia                                           | Partit del Centre                                                           | 1983    |
| Finlàndia                                           | Partit Popular Suec                                                         | 1983    |
| Geòrgia                                             | Partit Republicà de Geòrgia                                                 | 2006    |
| Alemanya                                            | Grup alemany de la LI                                                       | 1947    |
| Alemanya                                            | Partit Democràtic Lliure                                                    | 1947    |
| Gibraltar                                           | Partit Liberal de Gibraltar                                                 | 1997    |
| Guinea                                              | Unió de Forces Democràtiques de Guinea                                      | 2012    |
| Guinea                                              | Unió de Forces Republicanes                                                 | 2012    |
| [[Fitxer:\|22x20px\|border \|alt=\|link=]] Honduras | Partit Liberal d'Hondures                                                   | 1986    |
| Islàndia                                            | Partit Progressista                                                         | 1983    |
| Irlanda                                             | Fianna Fáil                                                                 | 2014    |
| Israel                                              | Yesh Atid                                                                   | 2021    |
| Kenya                                               | Moviment Democràtic Taronja                                                 |         |
| Kosovo                                              | Partit Liberal Independent                                                  |         |
| Kosovo                                              | Partit Democràtic de Kosovo                                                 | 2023    |
| Líban                                               | Moviment Futur                                                              | 2012    |
| Luxemburg                                           | Partit Democràtic                                                           |         |
| Madagascar                                          | Moviment pel Progrés de Madagascar                                          | 1994    |
| Mèxic                                               | Nova Aliança                                                                | 2006    |
| Mongolia                                            | Voluntat Civil-Partit Verd                                                  |         |
| Montenegro                                          | Partit Liberal de Montenegro                                                | 2014    |
| Marroc                                              | Unió Constitucional                                                         | 2003    |
| Marroc                                              | Moviment Popular                                                            | 2003    |
| Marroc                                              | Partit Liberal del Marroc                                                   | 2021    |
| Països Baixos                                       | Demòcrates 66                                                               | 1986    |
| Països Baixos                                       | Grup holandès de LI                                                         |         |
| Països Baixos                                       | Partit Popular per la Llibertat i la Democràcia                             | 1960    |
| Nicaragua                                           | Ciutadans per la Llibertat                                                  |         |
| Macedònia del Nord                                  | Partit Liberal Democràtic                                                   | 1994    |
| Noruega                                             | Venstre                                                                     | 1947    |
| Paraguay                                            | Autèntic Partit Liberal Radical                                             | 2001    |
| Filipines                                           | Partit Liberal                                                              | 1989    |
| Portugal                                            | Iniciativa Liberal                                                          |         |
| Rússia                                              | Iàbloko                                                                     | 2002    |
| Senegal                                             | Aliança per la República                                                    | 2018    |
| Senegal                                             | Rewmi                                                                       |         |
| Senegal                                             | Partit Democràtic Senegalès                                                 | 1980    |
| Eslovènia                                           | Concretament                                                                |         |
| Somàlia                                             | Partit CAHDİ                                                                |         |
| Sud-àfrica                                          | Aliança Democràtica                                                         | 1984    |
| Catalunya                                           | Fundació Llibertat i Democràcia                                             | 1975    |
| Suècia                                              | Partit Popular Liberal                                                      | 1947    |
| Suècia                                              | Partit de Centre                                                            | 2006    |
| Serbia                                              | Moviment de Ciutadans Lliures                                               | 2022    |
| Suïssa                                              | Partit Liberal Radical de Suïssa                                            | 2009    |
| Taiwan                                              | Partit Progressista Democràtic                                              | 1994    |
| Tanzania                                            | Front Cívic Unit                                                            |         |
| Tailàndia                                           | Partit Demòcrata                                                            |         |
| Tunísia                                             | Afek Tounes                                                                 | 2021    |
| Regne Unit                                          | Partit de l'Aliança d'Irlanda del Nord                                      | 1991    |
| Regne Unit                                          | Grup Liberal Internacional Britànic                                         |         |
| Regne Unit                                          | Liberal Demòcrates                                                          | 1989    |
| Mundial                                             | Federació Internacional de Joventuts Liberals                               |         |
| Mundial                                             | Xarxa Internacional de Dones Liberals                                       |         |